# St. Lambertus (Tetz)

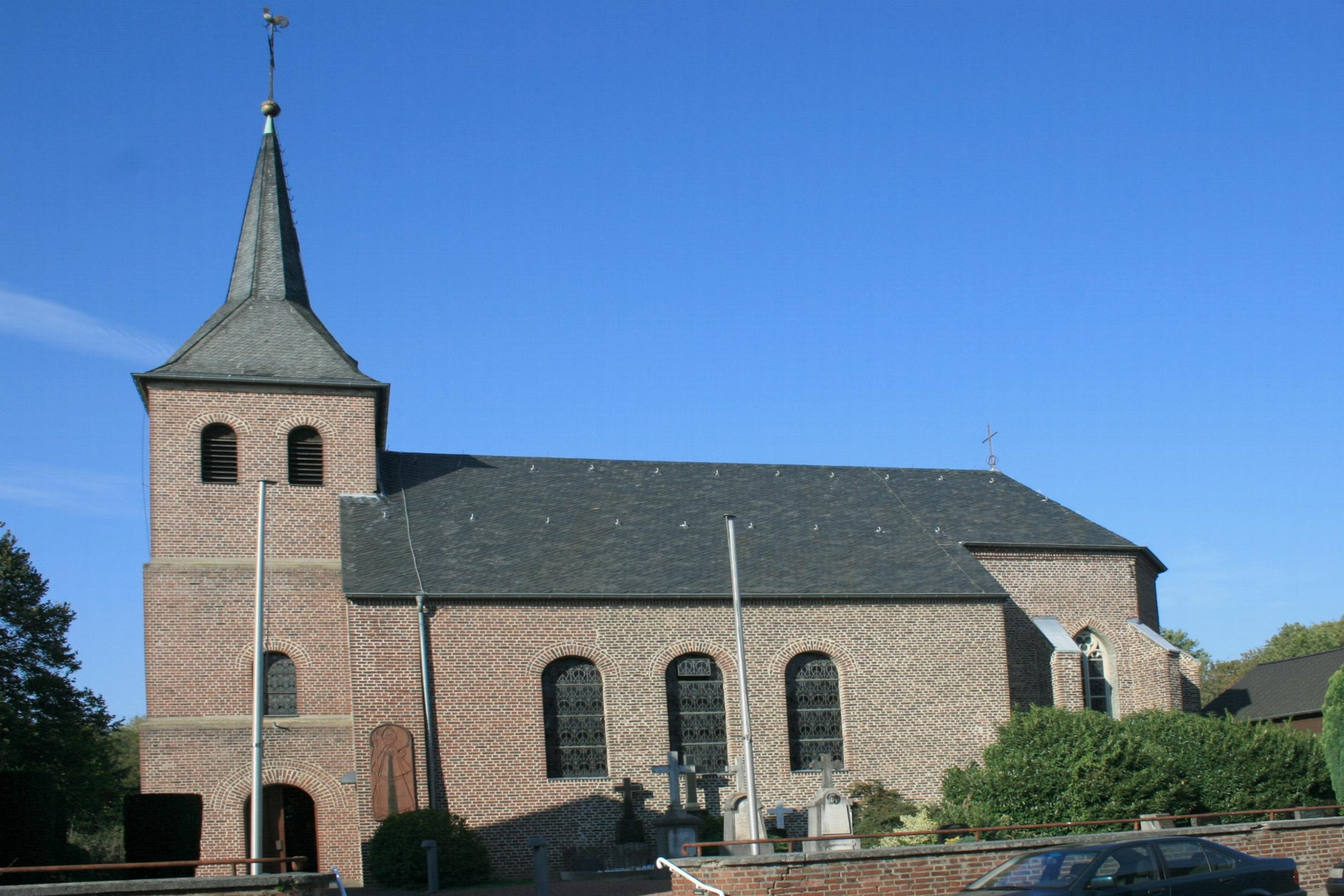
St. Lambertus in Titz

St. Lambertus ist eine römisch-katholische Pfarrkirche in Tetz, einem Stadtteil von Linnich im Kreis Düren in Nordrhein-Westfalen.
Die Kirche ist unter Nummer 57 in die Liste der Baudenkmäler in Linnich eingetragen.

## Geschichte
Tetz ist eine alte Pfarre und wurde bereits im Liber valoris aus dem Jahr 1308 erstmals schriftlich erwähnt. Eine Kirche hat bereits früher bestanden, so wurde 1819 beim Abbruch des Nikolausaltars ein Siegel des Kölner Erzbischofs Philipp von Heinsberg entdeckt, der von 1167 bis 1191 amtierte. Über diese erste Kirche ist jedoch nichts näheres bekannt. Im 15. Jahrhundert wurde ein neuer Chor erbaut. Die alte Kirche wurde bereits 1819 mit Ausnahme des Chores abgebrochen und ein neues Kirchenschiff mit Glockenturm errichtet. Im Zweiten Weltkrieg wurde das Langhaus schwer beschädigt und am Ende des Krieges 1945 wurde der Kirchturm von deutschen Truppen aus strategischen Gründen gesprengt. Bis 1949 war das Kirchenschiff wieder hergestellt. 1956 wurde der Glockenturm unter der Leitung des Aachener Architekten Josef Hensen wieder aufgebaut.

## Baubeschreibung
St. Lambertus ist eine einschiffige, flachgedeckte Saalkirche aus Backsteinen mit eingezogenem, dreiseitig geschlossenem gotischen Chor im Osten und einem vorgebauten, dreigeschossigen Glockenturm im Westen.

## Ausstattung
Der Altarraum wurde 1970 bis 1971 nach Plänen des Jülicher Architekten H. J. Werth umgebaut. Im Chor hat sich ein gotisches Sakramentshäuschen aus dem 15. Jahrhundert erhalten. Außen ist ein Relief mit Darstellung des hl. Lambert von Lüttich, ein Werk des Aachener Künstlers Benno Werth aus dem Jahr 1974. Die Kirchenfenster im Chor schuf der Glasmaler Paul Weigmann 1970.

## Orgel
Die Orgel mit 9 Registern, gebaut von der Orgelbaufirma Gebrüder Stockmann aus Werl im Jahr 2001, hat folgende Disposition:
| Manual C–g3    |       |
| Salicional     | 8′    |
| Gedeckt        | 8′    |
| Principal      | 4′    |
| Rohrflöte      | 4′    |
| Oktav          | 2′    |
| Sesquialter II | 2 ⁄3' |
| Mixtur III     | 1 ⁄3' |

| Pedal C–f1 |     |
| Subbass    | 16′ |
| Viola      | 4′  |

- Koppel: Manual/Pedal

## Glocken
Im Glockenturm befindet sich ein dreistimmiges Bronze-Geläut von Karl Otto, Fa. F. Otto, Hemelingen, aus dem Jahr 1957. Vor dem Krieg besaß Tetz ein wertvolles historisches Geläut mit Glocken aus den Jahren 1472, 1521 und 1860.
| Nr. | Name | Gussjahr | Gießer                                             | Durchmesser (mm) | Gewicht (kg, ca.) | Schlagton (HT-1/16) | Inschrift |
| --- | ---- | -------- | -------------------------------------------------- | ---------------- | ----------------- | ------------------- | --------- |
| 1   | -    | 1957     | Karl Otto, Fa. F. Otto, Hemelingen                 | -                | -                 | b′                  | -         |
| 2   | -    | 1957     | Hans Hüesker, Fa. Petit & Gebr. Edelbrock, Gescher | -                | -                 | des′′               | -         |
| 3   | -    | 1962     | Hans Hüesker, Fa. Petit & Gebr. Edelbrock, Gescher | -                | -                 | es′′                | -         |

## Pfarrer
Folgende Priester wirkten bislang als Pastor an St. Lambertus:
| von – bis | Name                     |
| --------- | ------------------------ |
| 1680–1706 | Peter Breuer             |
| 1806–1836 | Wilhelm Jakob Muckenheim |
| 1925–1933 | Josef Esser              |
| 1934–1938 | Franz Dahmen             |
| 1938–1963 | Matthias Wassenberg      |
| 1964–1999 | Heinrich Joussen         |
| Seit 1999 | Heinz Philippen          |